# Любовь под вязами
«Любовь под вязами» (англ. Desire Under the Elms) — пьеса 1924 года американского драматурга Ю. О’Нила. Адаптация трагедии Софокла «Царь Эдип».
В пьесе О’Нил осуществляет попытку адаптировать сюжетные элементы и темы греческой трагедии к сельской местности Новой Англии.
Киноверсия, киносценарий которой был написан И. Шоу, снята в 1958 году.

## Действующие лица
- Эфраим Кэбот
- Симеон
- Питер
- Эбен
- Эбби Патнэм
- девушка
- скрипач
- шериф
- фермеры-соседи